# Samarkand Challenger 2012
Il Samarkand Challenger 2012 è stato un torneo professionistico di tennis giocato sulla terra rossa. È stata la 16ª edizione del torneo che fa parte dell'ATP Challenger Tour nell'ambito dell'ATP Challenger Tour 2012. Si è giocato a Samarkand in Uzbekistan dal 6 al 12 agosto 2012.

## Partecipanti

### Teste di serie
| Nazionalità | Giocatore      | Ranking* | Testa di serie |
| ----------- | -------------- | -------- | -------------- |
| Russia      | Igor' Kunicyn  | 143      | 1              |
| Kazakistan  | Andrej Golubev | 157      | 2              |
| Serbia      | Dušan Lajović  | 169      | 3              |
| Slovacchia  | Kamil Čapkovič | 220      | 4              |
| Uzbekistan  | Farruch Dustov | 235      | 5              |
| Ucraina     | Ivan Serheev   | 237      | 6              |
| Australia   | Brydan Klein   | 241      | 7              |
| Slovacchia  | Andrej Martin  | 260      | 8              |

- Ranking al 1º agosto 2012.

### Altri partecipanti
Giocatori che hanno ricevuto una wild card:
- Sarvar Ikramov
- Temur Ismailov
- Sergej Šipilov
- Vaja Uzakov

Giocatori passati dalle qualificazioni:
- N.Sriram Balaji
- Jaan-Frederik Brunken
- Adrian Sikora
- Dzmitry Zhyrmont

## Campioni

### Singolare
- Dušan Lajović ha battuto in finale  Farruch Dustov con il punteggio di 6–3, 6–2

### Doppio
- Oleksandr Nedovjesov /  Ivan Serheev hanno battuto in finale  Divij Sharan /  Vishnu Vardhan con il punteggio di 6–4, 7–6(1)